# Aleksandr Korolkov
Aleksandr Alekseyevich Korolkov (tiếng Nga: Александр Алексеевич Корольков; sinh ngày 9 tháng 3 năm 1989) là một thủ môn bóng đá người Nga. Anh thi đấu cho FC Kolomna.

## Sự nghiệp câu lạc bộ
Anh có màn ra mắt tại Russian Second Division cho FC Kolomna vào ngày 27 tháng 10 năm 2013 trong trận đấu với F.K. Khimki.